# كهوف العنكبوت
كهوف العنكبوت (اraña Caves أو Spider Caves ) هي مجموعة من الكهوف تقع في بلدية بيكورب في فالنسيا، شرق إسبانيا. تقع الكهوف في وادي نهر إسكالونا وقد استخدمها أُناسُ ما قبل التاريخ وتركوا فيها رسوماً على الصخور دلائل على استيطانهم لها. تشتهر الكهوف بالصور المرسومة التي تتضمن الأقواس والسهام مطاردة الماعز ومشهداً يصور شخصية بشرية.

مشهد "رجل بيكورب" يصور رجلاً يجمع العسل من خلية نحل، يعود تاريخ هذه التصويرة من ضمن رسوم الكهف إلى حوالي 8000 عام.

يعد تأريخ هذا الفن مثيرًا للجدل، ولكن يُعتقد أن اللوحة الشهيرة التي تصور رجلاً يجمع العسل تعود إلى العصر الحجري القديم ويقدر عمرها بنحو 8000 عام.
تم اكتشاف الكهوف في أوائل القرن العشرين من قبل المعلم المحلي جيمي غاري بوتش. وهي مسجّلة كموقع تراث عالمي للفن الصخري لحوض البحر الأبيض المتوسط الأيبري.